# 刘毓滨
刘毓滨（1940年—），出生于哈爾濱。中国演员，国家一級演員。代表角色有《康熙王朝》的朱国治、《江山风雨情》的周延儒、《貞觀長歌》的房玄齡、《武則天》的長孫無忌、《大明王朝1566》的高拱。

## 表演作品

### 电视剧作品
- 1995年　《武則天》（長孫無忌）《三国演義》（党均）
- 1996年　《汉武帝》（汉景帝）《远东阴谋》（杨宇霆）
- 1996年　《贺兰雪》（张浦）
- 2000年　《康熙王朝》（朱国治）
- 2001年　《太平天国》（左宗棠）
- 2002年　《絶不放過你》
- 2004年　《滄海百年》
- 2005年　《江山风雨情》（周延儒）
- 2006年　《貞觀長歌》（房玄齡）《大明王朝1566》（高拱）

### 电影作品
- 1989年　《西門家族》
- 1992年　《喋血金蘭》
- 1993年　《揺滾殺手》